# エリーネ・エリクセン
エリーネ・エリクセン（1881年2月6日 - 1963年9月24日、出生名：Eline Vilhelmine Møller）は、エドヴァルド・エリクセンの妻（1900年以降）。エドヴァルドが制作したデンマークコペンハーゲンの『人魚姫の像』の体部分のモデルとして知られる。

## 経歴・人物
仕立て職人の娘として生まれる。1900年、エドヴァルドと結婚。『人魚姫の像』以前にもThe First Grief や The Suffererなどの夫の作品のモデルをつとめる。
1913年8月23日に完成した『人魚姫の像』であるが、当初予定されていたエレン・プリースが裸体のモデルを拒否したため頭部のみのモデルとなり、首から下はエリーネが引き受けた。この時エリーネは三児の母で、『人魚姫の像』を観察すればそのことが見て取てるという。
1963年9月24日、死去。夫と共にコペンハーゲンのヴェストル墓地に埋葬される。

### 家族・親族
妹のインゲボルグ・シーヴァルセンは日本人画家岡田穀（1888年 - ）と結婚し、その子E・H・エリックと岡田眞澄は俳優・タレントとして活動した。